# Rue du Fil (Strasbourg)
Pour les articles homonymes, voir Rue du Fil.
La rue du Fil (en alsacien : Fadegass) est une rue de Strasbourg rattachée administrativement au quartier Centre. Elle va de la rue de la Nuée-Bleue à la rue de l'Écrevisse. C'était une impasse jusqu'en 1712. Dans la culture populaire strasbourgeoise, la « rue du Fil » — et plus encore d'Fadegass — était devenue synonyme de « prison », une maison d'arrêt y ayant fonctionné de 1823 à 1988.

## Toponymie
Au fil des siècles, plusieurs dénominations se sont succédé : Phützergasse (1311), Pfützergasse (1427) — d'après la maison qui appartenait au début du XIVe siècle au batelier Pfützer à l'angle de la rue de la Nuée Bleue —, Kugelgasse (1580), Pfundzollergasse (XVIIe et XVIIIe siècles), rue des Lods et Ventes (1792) — d'après Wolffgang Heyd, receveur du droit d’un denier par livre (Pfundzoll, lods-et-ventes), qui habitait dans la rue à la fin du XVIe siècle —, rue de la Bienfaisance (1793), rue de la Franchise, rue du Fil (1795), Pfundzollergasse ou Faden-Gasse (1817), rue du Fil (1823, 1918),  Fadengasse (1872, 1940), et, à nouveau, rue du Fil après 1945.
Des plaques de rues bilingues, à la fois en français et en alsacien, sont mises en place par la municipalité à partir de 1995. C'est le cas de la Fadegass.

## Ancienne maison d'arrêt
no 2Première maison d'arrêt de Strasbourg, elle a occupé une bâtisse construite de 1815 à 1823 sur les arrières du Palais de Justice, qui se trouvait alors dans la rue de la Nuée-Bleue. Destinée aux hommes, elle recevait principalement les détenus condamnés à moins de trois ans d’emprisonnement, ainsi que les personnes placées en détention provisoire en attente de leur jugement. Jusqu'en 2002, elle était reliée au commissariat central par un passage souterrain. La prison est fermée en 1988 lorsqu'un établissement pénitentiaire moderne ouvre ses portes dans la rue Engelmann,,. Peu après, en juin 1989, un procès juge trois prisonniers devant répondre de tortures infligées pendant plus de dix jours à un co-détenu, entre décembre 1987 et janvier 1988. À cette occasion, les conditions de vie à la prison de la rue du Fil sont dénoncées : 250 détenus s’y entassaient pour 107 places.

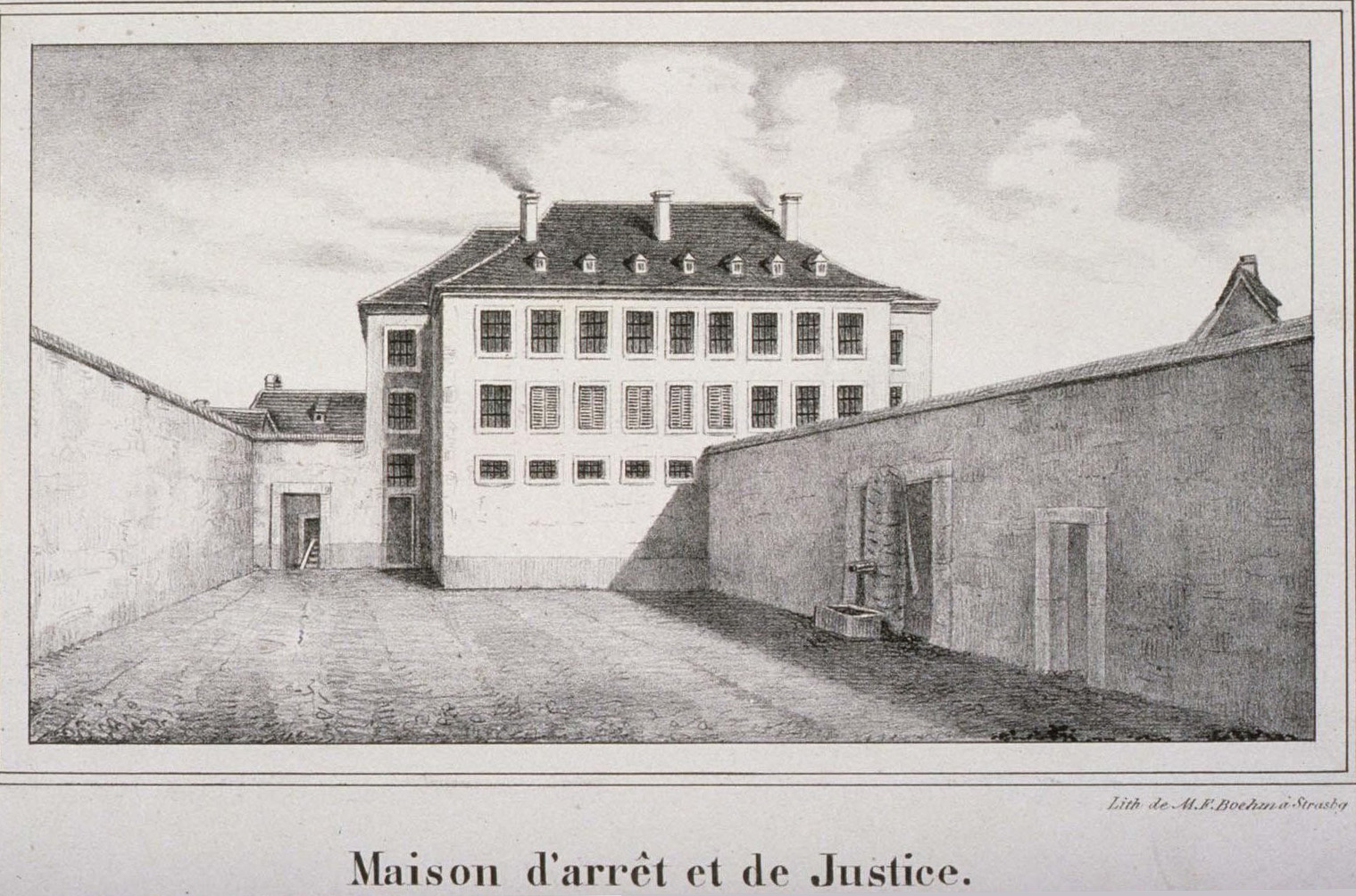
Cour intérieure (vers 1840).
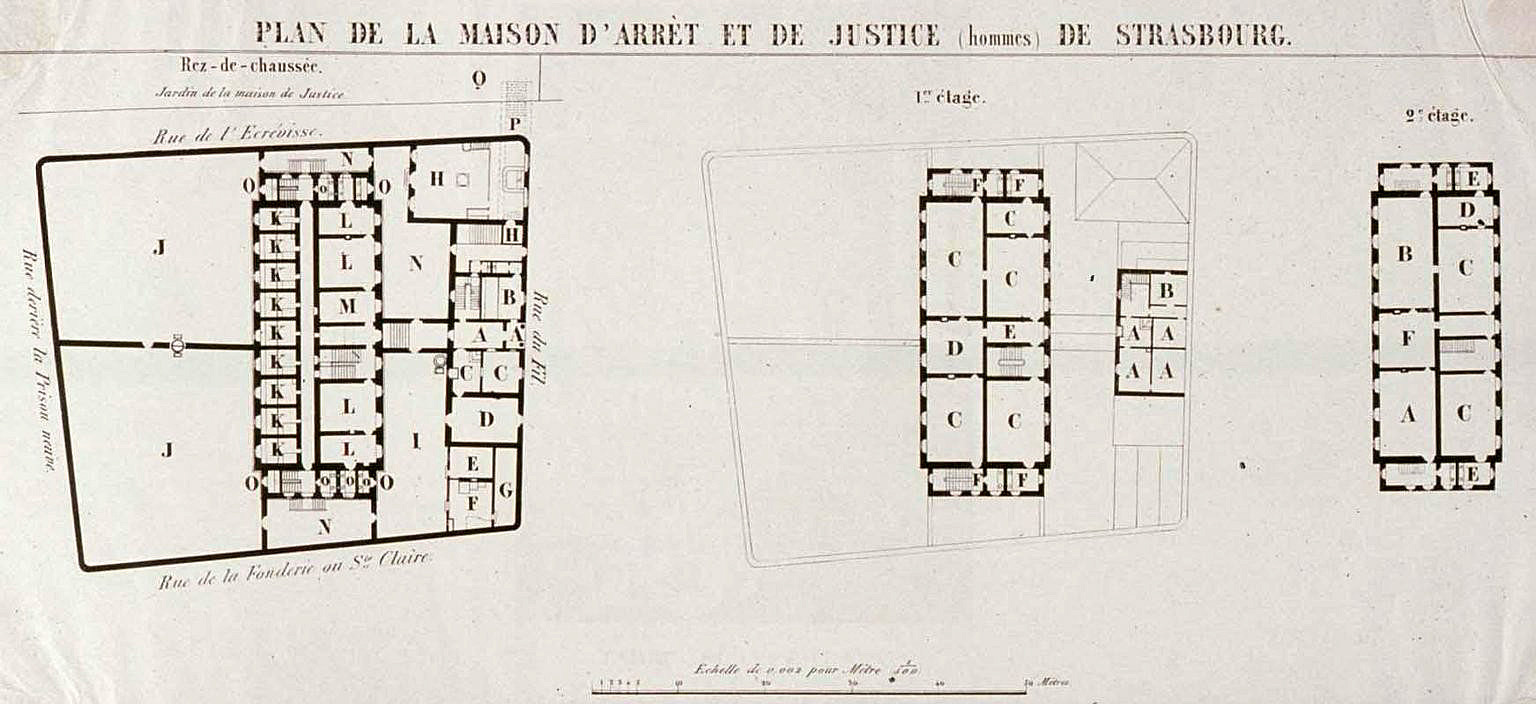
Plan (vers 1840).
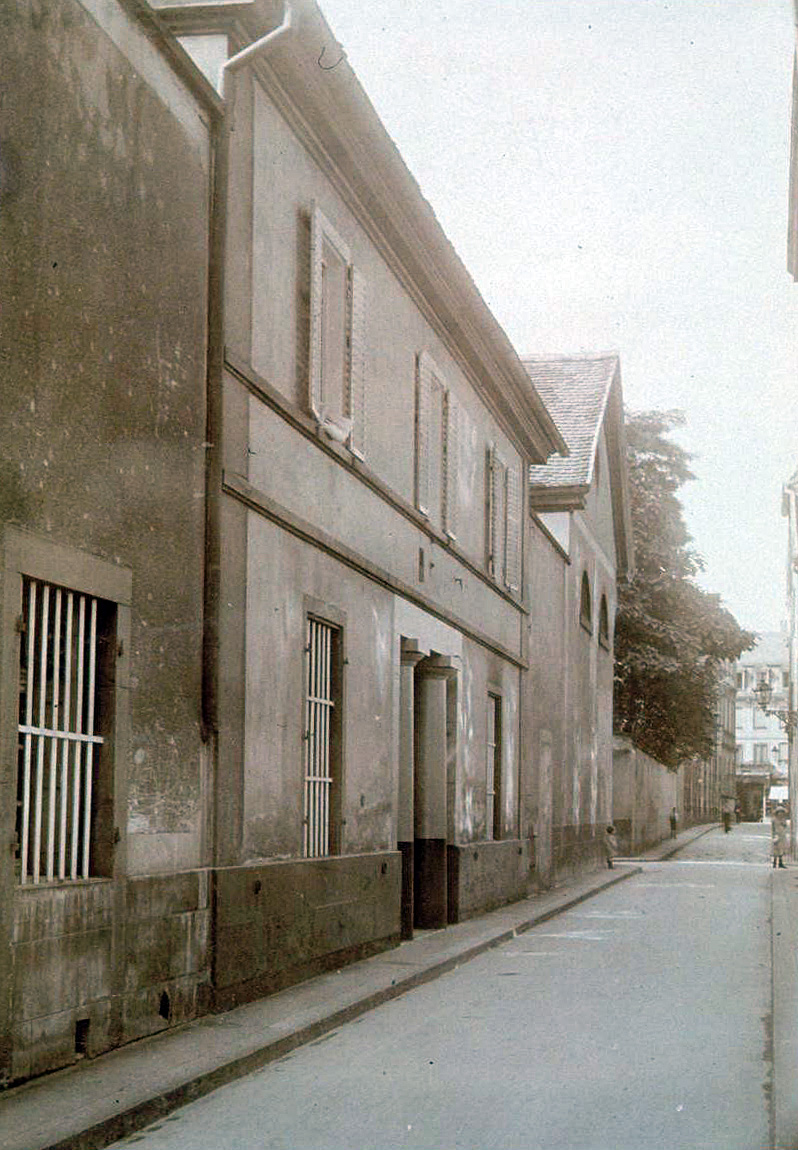
Entrée (début du XXe siècle).

## Bâtiments remarquables
no 11 (ancien no 7)Datant de la fin du XVIIe siècle, cette maison à colombages était dotée d'un encorbellement qui a été supprimé à la fin du XVIIIe. En 1913, une imprimerie occupe les nos 9 et 11. La maison est rénovée en 1981 et abrite trois appartements.